# Волшебник Марса
«Волшебник Марса» (англ. The Wizard of Mars; США, 1965) — фантастическая киносказка.

## Сюжет
Своеобразная «космическая интерпретация» сказки Ф. Баума «Удивительный волшебник из страны Оз».
Американская научная экспедиция терпит бедствие на Марсе — их космостанция совершает аварийную посадку столкнувшись со странным явлением на орбите красной планеты. Оценив ситуацию астронавты решают найти головную ступень ракеты, которая отделилась во время вынужденного приземления, чтобы с её помощью послать сигнал о помощи. Однако путь к ней лежит через покрытые холодным туманом каналы Марса, систему подземных пещер, пылающие гряды вулканов и бесконечные океаны песка пустынь; но на всем протяжении странствия наших героев преследует чувство, что за ними кто-то наблюдает. В конце концов, уже отчаившийся экипаж, находит дорогу из золотых кирпичей, которая приводит их в странный город…

## Основные персонажи фильма
- Док — (сокращение от доктор). Командир экспедиции. В основном по ходу путешествия команда прислушивается к его мнению, так же время от времени Док изрекает «научные мысли», например когда в пещере он не может определить где он видел такую структуру камня, позже, увидев марсианские вулканы, Док говорит — что структура камня была вулканической.
- Дороти — имя героини прямо «позаимствовано» из сказки про Волшебника страны Оз. Единственная девушка в команде, по сути это роль второго плана. В начале крушения космического корабля Дороти настаивала на том, что искать головную ступень не надо. Лучше остаться на обломках и дожидаться помощи.
- Чарли — самый молодой и горячий член команды, по ходу путешествия не раз проявлял своё нетерпение. Большую часть фильма проходил с карабином. Очень часто спорил с Доком.
- Стив — спокойный и наиболее взвешенный член команды, как правило выступал посредником в спорах Дока и Чарли.
- «Волшебник» — порождение коллективного разума марсианской цивилизации.

## Издания
В 1988 году фильм был выпущен под названием «Ужасы Красной планеты» (англ. Horrors of the Red Planet), а позднее Burbank Video and Star Classics Home Video. Кроме того, Regal Video Inc выпустила оба этих фильмы в одинаковой упаковке под названием «Инопланетная резня» (англ. Alien Massacre).